# دیوی چیس
دِیوی چـِیس (انگلیسی: Daveigh Chase؛ زادهٔ ۲۴ ژوئیهٔ ۱۹۹۰) یک هنرپیشه، خواننده و صدا پیشه اهل ایالات متحده آمریکا است. وی از سال ۱۹۹۵ میلادی تاکنون مشغول فعالیت بوده‌است.
از فیلم‌ها یا برنامه‌های تلویزیونی که وی در آن نقش داشته است می‌توان به لیلو و استیچ، حلقه، دانی دارکو اشاره کرد.
وی همچنین برنده جوایزی همچون جایزه آنی شده است.